# We Will Rock You (musical)
We Will Rock You – musical stworzony w 2002 przez Bena Eltona oparty na utworach zespołu Queen. Nazwa pochodzi od hitu zespołu o tym tytule. Musical powstał we współpracy z członkami zespołu Queen, Brianem Mayem i Rogerem Taylorem.
Premiera londyńskiej produkcji miała miejsce 14 maja 2002 w Dominion Theatre na West Endzie, zaś ostatnie przedstawienie zostało zagrane 31 maja 2014 roku przez co został on najdłużej granym musicalem w tym teatrze.
Polska prapremiera musicalu miała miejsce 15 kwietnia 2023 roku w Teatrze Muzycznym „Roma”.

## Historia
W roli Galileo Figaro wystąpiła jedna z Broadwayowskich gwiazd – Tony Vincent (dublerzy: Peter Johannson, Ricardo Alfonso, Miguel Ayesa), zaś postać Scaramouche odegrała Hannah Jane Fox (dublerka: Jenna Lee James – zwykle Meatloaf z nowszego składu). Ostatni występ Tony’ego w Londyńskiej produkcji odbył się 15 listopada 2003. Finałowe przedstawienie 17 marca 2004 mieli również Sharon D Clarke, Kerry Ellis oraz Nigel Planner, z pierwszego składu. Hannah Jane Fox pożegnała się ze sceną We Will Rock You 28 stycznia 2006, zaś spektakl kończyły uroczyste przemowy Bena Eltona (reżyser), Briana Maya oraz samej Hannah.

## Fabuła
„We Will Rock You” to musical, którego fabuła osadzona jest w XXV wieku w przyszłości, gdzie muzyka rockowa została całkowicie zastąpiona przez syntetyczne dźwięki, a każdy z mieszkańców planety musi nosić odpowiednią muzyczną nakrywkę głowy, która kontroluje ich zachowanie i myśli.
Historia skupia się na bohaterach Galileo Figaro i Scaramouche, którzy żyją w tych opresyjnych czasach i są niezadowoleni z ograniczeń, jakie narzuca im korporacja Globalsoft, która kontroluje całą muzykę na świecie. Galileo ma dziwne sny, w których słyszy starą, tajemniczą piosenkę, której nie potrafi zrozumieć, ale czuje, że jest to coś bardzo ważnego. Scaramouche jest buntowniczką, która nie zgadza się na kontrolę swojego życia przez korporację, ale nie wie, jak walczyć z systemem.
Przypadkowe spotkanie tych dwóch bohaterów prowadzi ich w podróż, której celem jest odnalezienie tajemniczej Gitary – jedynego instrumentu, który może przeciwstawić się potężnej korporacji. W trakcie swojej misji, Galileo i Scaramouche poznają grupę rebeliantów, którzy również chcą przeciwstawić się Globalsoftowi i przywrócić rockową muzykę na świecie.
Wspólnie z grupą sprzymierzeńców, bohaterowie muszą przemierzyć niebezpieczną drogę, aby dotrzeć do miejsca, gdzie znajduje się Gitara i ujawnić jej tajemnicę. W trakcie swojej podróży, napotykają liczne przeszkody i muszą stawić czoła potężnym przeciwnikom, ale jednocześnie odkrywają swoją siłę i determinację, aby przeciwstawić się opresyjnemu systemowi.
„We Will Rock You” to musical pełen rockowych przebojów zespołu Queen, humoru i wzruszeń. Fabuła opowiada o walce z ograniczeniami, odwadze i wolności indywidualnej, a przede wszystkim – o mocy muzyki, która może przemienić świat.

## Lista utworów
Źródło:
| Akt I 1. Innuendo – śpiew z taśmy Freddie Mercury, chórki 2. Radio Ga Ga – dzieci Ga-Ga 3. I Want to Break Free – Galileo 4. I Want to Break Free – Scaramouche 5. Somebody to Love – Scaramouche 6. Killer Queen – Killer Queen i Yuppies 7. Play the Game – Killer Queen 8. Death on Two Legs (wersja instrumentalna) 9. Under Pressure – Galileo i Scaramouche 10. A Kind of Magic – Killer Queen i Khashoggi 11. I Want It All – Brit i Oz 12. Headlong – Galileo, Scaramouche, Brit i Oz 13. No-One but You (Only the Good Die Young) – Oz 14. Crazy Little Thing Called Love – Galileo, Scaramouche, Brit i Oz 15. Ogre Battle (wersja instrumentalna) | Akt II 1. One Vision – dzieci Ga-Ga 2. Who Wants to Live Forever – Galileo i Scaramouche 3. Flash – policjanci Ga-Ga i pojmani Bohemians 4. Seven Seas of Rhye – Khashoggi 5. Fat Bottomed Girls – Killer Queen i Yuppies 6. Don’t Stop Me Now – Killer Queen 7. Another One Bites the Dust – Killer Queen 8. Hammer to Fall – Galileo i Scaramouche 9. These Are the Days of Our Lives – Buddy 10. Bicycle Race – Bohemians 11. Headlong – Galileo, Scaramouche i Buddy 12. We Will Rock You – Galileo 13. We Are the Champions – Galileo 14. We Will Rock You – obsada 15. Bohemian Rhapsody – Galileo, Scaramouche, Khashoggi i Killer Queen |

## Główne postacie
| Postać       | Płeć | Rola            | Charakterystyka | Głos        | Obsada premierowa |
| Postać       | Płeć | Rola            | Charakterystyka | Głos        | West End 2002     |
| ------------ | ---- | --------------- | --- | ----------- | ----------------- |
| Galileo      | M    | pierwszoplanowa | Buntownik aresztowany przez Khashoggiego za śpiewanie. Słyszy teksty piosenek w ciągu dnia i w śnie. Wraz ze Scaramouche, Britem i Oz chcą na nowo odkryć zagubione instrumenty muzyczne.  | tenor       | Tony Vincent      |
| Scaramouche  | K    | drugoplanowa    | Gotka, która zostaje aresztowana po złapaniu na śpiewaniu. Po spotkaniu Galileo pomaga mu w misji.                                                                                         | mezzosopran | Hannah Jane Fox   |
| Killer Queen | K    | drugoplanowa    | Szefowa korporacji Globalsoft. Przy pomocy Khashoggi’ego zakazuje muzyki, a każdy, kto złamie ten zakaz, zostanie aresztowany i poddany praniu mózgu.                                      | mezzosopran | Sharon D. Clarke  |
| Khashoggi    | M    | drugoplanowa    | Przywódca policji Ga-Ga. Aresztuje Popa, Galileo, Scaramouche, Brit i Oz, ale ostatecznie sam zostaje poddany praniu mózgu, gdy Galileo i Scaramouche udaje się uciec z hotelu Heartbreak. | baryton     | Alexander Hanson  |
| Brit         | M    | drugoplanowa    | Członek Bohemians, grupy buntowników, którzy dążą do ponownego odkrycia utraconej muzyki i zbuntowali się przeciwko Globalsoftowi, odkrywa Galileo.                                        | tenor       | Nigel Clauzel     |
| Meat (Oz)    | K    | drugoplanowa    | Partnerka Brit i członkini zespołu Bohemians. | mezzosopran | Kerry Ellis       |
| Pop (Buddy)  | M    | drugoplanowa    | Były bibliotekarz, odnajduje zaginione teksty o muzyce | baryton     | Nigel Planer      |

## Produkcje na świecie

### Produkcja polska
Musical miał swoją prapremierę w Polsce na deskach Teatru Muzycznego „Roma” w Warszawie 15 kwietnia 2023 roku jako 20. premiera musicalowa Dużej Sceny. Reżyserem spektaklu był Wojciech Kępczyński, zaś przekładem libretta i tekstów piosenek zajął się Michał Wojnarowski. Kierownictwo muzyczne przedstawienia objął Jakub Lubowicz. Teatr otrzymał prawa do produkcji musicalu w wersji non replica, czyli takiej inscenizacji, która nie powtarza rozwiązań choreograficznych, scenograficznych i kostiumograficznych zastosowanych w wersji oryginalnej – natomiast zobowiązuje do zachowania oryginalnej struktury i muzyki przedstawienia, ale z koniecznością przetłumaczenia wszystkich tekstów na język polski. Scenografię przygotował Mariusz Napierała, a choreografię Agnieszka Brańska.
W dniu premiery w główne role wcielili się: Maciej Dybowski (Galileo), Maria Tyszkiewicz (Scaramouche), Małgorzata Chruściel (Killer Queen), Łukasz Zagrobelny (Khashoggi), Kamil Franczak (Brit), Urszula Milewska (Oz), Tomasz Steciuk (Buddy).
Obsada głównych ról „We Will Rock You” w Teatrze Muzycznym „Roma”:
- Galileo – Maciej Dybowski, Jan Traczyk, Wojciech Kurcjusz
- Scaramouche – Maria Tyszkiewicz, Natalia Piotrowska-Paciorek, Weronika Stawska
- Killer Queen – Małgorzata Chruściel, Katarzyna Walczak, Izabela Bujniewicz
- Khashoggi – Łukasz Zagrobelny, Łukasz Mazurek, Janusz Kruciński
- Brit – Kamil Franczak, Wiktor Korzeniowski
- Oz – Urszula Milewska, Natalia Krakowiak, Sylwia Banasik-Smulska
- Buddy – Tomasz Steciuk, Wojciech Paszkowski, Janusz Kruciński

### Inne produkcje
Musical został wystawiony w ponad 28 państwach na sześciu kontynentach.
| Państwo | Miasto       | Teatr                   | Premiera             | Premierowi wykonawcy roli Galileo i Scaramouche: |
| ------- | ------------ | ----------------------- | -------------------- | ------------------------------------------------ |
| Dania   | Kopenhaga    | Royal Arena             | 19 kwietnia 2017     |                                                  |
| Francja | Paryż        | Casino de Paris         | 28 września 2018     | Doryan Ben, Charlotte Hervieux                   |
| Kanada  | Toronto      | Toronto's Canon Theatre | 14 marca 2007        | Yvan Pedneault, Erica Peck                       |
| Rosja   | Moskwa       | Estrada Theater         | 17 października 2004 |                                                  |
| RPA     | Johannesburg | Civic Theatre           | 9 maja 2006          | Francois Schreuder, Helen Burger                 |